# Lý thuyết mạng

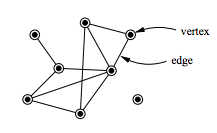
Một ví dụ mạng với 8 đỉnh và 10 cạnh

Lý thuyết mạng là một nghiên cứu đồ thị như là cách thể hiện các quan hệ đối đối xứng hay đồ thị có hướng giữa các đối tượng rời rạc. Trong khoa học máy tính và khoa học mạng, lý thuyết mạng là một phần của lý thuyết đồ thị: một mạng có thể được định nghĩa như là một đồ thị với nút hay cạnh có thuộc tính (ví dụ như tên nút, tên cạnh).

## Sách
- S.N. Dorogovtsev and J.F.F. Mendes, Evolution of Networks: from biological networks to the Internet and WWW, Oxford University Press, 2003, ISBN 0-19-851590-1
- G. Caldarelli, "Scale-Free Networks", Oxford University Press, 2007, ISBN 978-0-19-921151-7
- A. Barrat, M. Barthelemy, A. Vespignani, "Dynamical Processes on Complex Networks", Cambridge University Press, 2008, ISBN 978-0521879507
- E. Estrada, "The Structure of Complex Networks: Theory and Applications", Oxford University Press, 2011, ISBN 978-0-199-59175-6
- K. Soramaki and S. Cook, "Network Theory and Financial Risk", Risk Books, 2016 ISBN 978-1782722199 [1]
- V. Latora, V. Nicosia, G. Russo, "Complex Networks: Principles, Methods and Applications", Cambridge University Press, 2017, ISBN 978-1107103184